# Nothotrichocera chiloe
Nothotrichocera chiloe är en tvåvingeart som beskrevs av Krzeminska och Young 1992. Nothotrichocera chiloe ingår i släktet Nothotrichocera och familjen vintermyggor. Inga underarter finns listade i Catalogue of Life.